# Anthony Joshua
Anthony Oluwafemi Olaseni Joshua, OBE (* 15. Oktober 1989 in Watford, England) ist ein britischer Boxer und ehemaliger zweifacher Weltmeister im Schwergewicht nach Version der IBF, WBA, WBO und IBO. Er wurde 2011 Amateur-Vizeweltmeister und 2012 Olympiasieger im Superschwergewicht.
Joshua wurde bis 2021 von Robert McCracken trainiert.

## Leben
Anthony Joshua wurde als Sohn nigerianischer Einwanderer in Watford im Nordwesten von London geboren und wuchs gemeinsam mit zwei Schwestern und einem Bruder in seinem Geburtsort auf. Er verließ die Schule vorzeitig und begann eine Lehre als Maurer. Seine Jugend beschrieb er als „außerordentlich glücklich“, dennoch rutschte er in das kriminelle Milieu ab und war in Schlägereien und Brandstiftungen verwickelt. Durch eine Verurteilung im Jahr 2009 musste er 13 Monate lang eine elektronische Fußfessel tragen. 2011 wurden bei einer Verkehrskontrolle der Polizei in Colindale im Londoner Stadtbezirk Barnet über 220 Gramm Marihuana in seinem Fahrzeug gefunden, was aufgrund der Menge des Betäubungsmittels eine Anklage wegen Drogenbesitzes mit der Absicht des Verkaufs nach sich zog. Joshua saß zwei Wochen in Untersuchungshaft und entging nur knapp einer mehrjährigen Haftstrafe. Er wurde zu zwölf Monaten gemeinnütziger Arbeit und 100 Sozialstunden verurteilt.

## Amateurkarriere
Joshua war bereits in seiner Jugend ein begabter Sportler und wollte ursprünglich Fußballspieler oder Leichtathlet werden. Die 100 Meter lief er in 11,6 Sekunden. Zum Boxsport kam er erst im Alter von 18 Jahren, als er 2007 seinen Cousin zu einem Probetraining beim Finchley Amateur Boxing Club in Barnet begleitete. Er begann regelmäßig beim Finchley ABC zu trainieren und absolvierte noch im selben Jahr seinen ersten Amateurkampf. Er wurde bereits 2009 Englischer Neulingsmeister und gewann das internationale „Haringey Tournament“ in London. In diesem Jahr kassierte er jedoch auch seine erste Niederlage, und zwar gegen den Landsmann Dillian Whyte nach Punkten. 2010 wurde er Englischer Meister, gewann erneut das „Haringey Tournament“ und darüber hinaus die Britischen Meisterschaften in Manchester. Zudem besiegte er in Ländervergleichskämpfen die Iren Chris Devanney und Chris Turner. 2011 wurde er abermals Englischer Meister und besiegte in einem Ländervergleichskampf den Schweden Otto Wallin.
Er wurde daraufhin zu den 39. Europameisterschaften nach Ankara geschickt, wo er den Deutschen Eric Brechlin mit 23:16 und Cathal McMonagle aus Irland mit 22:10 besiegte. Im Viertelfinale verlor er jedoch vorzeitig gegen den Rumänen Mihai Nistor und schied somit medaillenlos aus. Dennoch nahm er an den 16. Weltmeisterschaften in Baku teil, wo er sensationell die Silbermedaille gewann. Er schlug dabei in den Vorrunden Tariq Abdul-Haqq und Juan Isidro Hiracheta jeweils vorzeitig, setzte sich im Achtelfinale mit 16:7 gegen den Marokkaner Mohamed Arjaoui durch und besiegte im Viertelfinale den Olympiasieger und zweifachen Weltmeister Roberto Cammarelle 15:13. Durch einen vorzeitigen Sieg gegen den Deutschen Erik Pfeifer zog er ins Finale ein, wo er nur äußerst knapp mit 21:22 Məhəmmədrəsul Məcidov aus Aserbaidschan unterlag. Bis Dezember 2011 hatte er 31 von 34 Kämpfen gewonnen und wurde von der AIBA auf Platz 3 der Weltrangliste geführt.
2012 gewann er das internationale Boxturnier „Bocskai Memorial Tournament“ in Ungarn, wobei er im Halbfinale auch den Europameister Sergei Kusmin bezwang. Zudem erreichte er den ersten Platz beim internationalen „Algirdas Šocikas Tournament“ in Litauen. Bei den 30. Olympischen Sommerspielen in London, gewann er den Achtelfinal-Kampf mit einer 17:16 Punktwertung gegen den Kubaner Erislandy Savón. Im Viertelfinale gewann er mit 15:11 gegen den Chinesen Zhang Zhilei und stand somit im Halbfinale, wo er den Kasachen Iwan Dytschko 13:11 besiegte und ins Finale einzog. Dort besiegte er Roberto Cammarelle +18:18.

## Profikarriere
Seinen ersten Profikampf bestritt er am 5. Oktober 2013 in London gegen Emanuele Leo (Bilanz: 8-0-0) und gewann durch K. o. in der ersten Runde. Im September 2014 gewann er vorzeitig gegen Konstantin Airich. Im Oktober desselben Jahres schlug er Denis Bachtow durch TKO in Runde 2 und sicherte sich den internationalen Titel der WBC. Gegen Michael Sprott gewann er in einem BBBofC-Eliminator im November 2014 bereits in der ersten Runde.
Im Mai 2015 besiegte er Kevin Johnson vorzeitig in Runde 2 und verteidigte damit erstmals seinen WBC-International-Titel. Johnson musste in der ersten Runde insgesamt zweimal zu Boden, beim zweiten Mal fiel er mit dem Oberkörper sogar durch die Ringseile. Es war das erste Mal, dass Johnson, den sich Vitali Klitschko 2009 für eine freiwillige Titelverteidigung aussuchte und nach Punkten besiegte, k. o. ging. Klitschko war nicht der einzige bekannte Boxer, gegen den Johnson im Ring stand. Johnson trat unter anderem auch gegen die Engländer Tyson Fury und Dereck Chisora an. Chisora konnte ihn zwar zu Boden schicken, aber letztlich nicht ausknocken. Im September desselben Jahres traf Joshua auf den 2,01 m großen, 113 kg schweren, bis dahin ungeschlagenen (Bilanz: 21-0-0) Schotten Gary Cornish. Cornish war bis dahin nicht nur bei den Profis ungeschlagen, sondern auch bei den Amateuren. Joshua schlug Cornish bereits in der ersten Runde k. o. und fügte ihm somit seine erste Niederlage zu. Mit diesem Sieg verteidigte er nicht nur den internationalen Gürtel der WBC, sondern errang zugleich den Commonwealth-Titel. Exakt drei Monate später trat Joshua gegen seinen bis dahin stärksten Gegner an, seinen Landsmann, den jamaikanischstämmigen, körperlich starken Puncher Dillian Whyte, der ihn bei den Amateuren besiegt hatte. In der 7. Runde schlug Joshua Whyte k. o.
Am 9. April 2016 boxte Joshua gegen den US-Amerikaner Charles Martin. Er gewann durch K. o. in der zweiten Runde und wurde Weltmeister der IBF. Gegen den US-Amerikaner Dominic Breazeale absolvierte Joshua gut zehn Wochen später seine erste (freiwillige) Titelverteidigung in der The O2 Arena in London. Auch dieses Gefecht konnte der Brite durch technischen K. o. in Runde 7 für sich entscheiden. Am 10. Dezember 2016 verteidigte er gegen Eric Molina in Manchester, England seinen Weltmeistertitel der International Boxing Federation (IBF) im Schwergewicht. Er gewann durch technisches K. o. in Runde 3.
Am 29. April 2017 kämpfte Anthony Joshua vor 90.000 Zuschauern im Wembley-Stadion gegen Wladimir Klitschko. Es ging um die Verteidigung des IBF-Titels sowie um die vakanten Titel des IBO und des WBA-Superchampions. Joshua konnte den Kampf durch technischen K. o. in der 11. Runde gewinnen, nachdem beide Boxer in der fünften bzw. in der sechsten Runde zu Boden gegangen waren und angezählt hatten werden müssen.
Dieser Kampf war der bisher längste in seiner Profikarriere; zuvor war kein anderer Gegner über die 7. Runde hinaus gekommen. Für den 28. Oktober 2017 war eine Titelverteidigung seiner Weltmeisterschaftstitel gegen den Bulgaren Kubrat Pulew geplant. Dieser musste jedoch knapp zwei Wochen vor dem Kampf verletzungsbedingt absagen. Als Ersatzgegner für den 28. Oktober wurde der für Frankreich antretende Kameruner Carlos Takam gefunden. Joshua trat diesen Kampf, der im Millennium Stadium in der walisischen Hauptstadt Cardiff ausgetragen wurde, mit Rekordgewicht an (115,2 kg). Joshua schlug Takam in Runde 4 zu Boden und entschied dieses Gefecht durch Abbruch in Runde 10 für sich.
Ebenfalls im Millennium Stadium kämpfte Joshua Ende März 2018 gegen den 26-jährigen Neuseeländer Joseph Parker. Dieser Kampf war eine Titelvereinigung – es ging um die Weltmeistertitel der Verbände IBF, WBA (Superchampion) und WBO. Vor rund 78.000 Zuschauern gewann Joshua durch einstimmige Punktentscheidung. Am 22. September verteidigte er diese WM-Titel im Londoner Wembleystadion  gegen den russischen WBA-Pflichtherausforderer Alexander Powetkin (39) und siegte durch einen technischen K.o. in der 7. Runde.
Am 1. Juni 2019 unterlag er überraschend gegen den US-Amerikaner mexikanischer Herkunft Andy Ruiz Jr. durch Technischen K.o. in der siebten Runde und verlor dadurch seine Weltmeistertitel. Ruiz musste in der dritten Runde zu Boden, konterte aber mit zwei Niederschlägen noch in derselben Runde. Nachdem Joshua in der siebten Runde weitere zweimal niedergeschlagen worden war, beendete der Ringrichter den Kampf. Ruiz hatte nur sechs Wochen Zeit, sich auf den Kampf mit Joshua vorzubereiten, da er kurzfristig für den ursprünglich vorgesehenen Gegner Jarrel Miller eingesprungen war, da dieser durch einen positiven Dopingtest ausfiel.
Den Rückkampf am 7. Dezember 2019 in Dirʿiyya gewann Joshua gegen Ruiz einstimmig nach Punkten. Joshua boxte sehr diszipliniert und hielt Ruiz im Gegensatz zum ersten Aufeinandertreffen durch seinen Jab auf Distanz. Während Joshua bei diesem Kampf über 4 kg weniger wog als im ersten Duell brachte Ruiz 7,5 kg mehr auf die Waage.
Seine nächste Titelverteidigung fand nach mehrmaliger Verlegung  aufgrund der COVID-19-Pandemie am 12. Dezember 2020 vor 1.000 Zuschauern in der Wembley Arena statt. Joshua besiegte Kubrat Pulew, gegen den er 2017 schon antreten sollte, durch K.o. in der 9. Runde. Pflichtherausforderer Pulew wurde bereits in der 3. Runde niedergeschlagen und zweimal angezählt, konnte sich da aber noch in die Ringpause retten, ehe Joshua den Kampf in der 9. Runde durch eine Rechte beendete.
Am 25. September 2021 verlor Joshua seine Weltmeistertitel erneut, als er in London Oleksandr Ussyk einstimmig nach Punkten unterlag.

## Boxstil
Als muskulöser Athlet sucht Joshua den Infight, um seine enorme Schlagkraft wirkungsvoll einsetzen zu können. Dabei boxt er aber in der Regel taktisch-diszipliniert und geht wenig Risiken ein. Seine Defensivarbeit ist variantenreich, manchmal zieht er bei einem Angriff des Gegners beide Fäuste hoch, manchmal weicht er mit dem Kopf seitlich aus oder taucht ab. Dies macht es dem Gegner schwierig, sogenannte Wirkungstreffer zu erzielen. Joshua boxt dabei oft eher defensiv und lässt den Gegner anrennen, schaltet aber blitzschnell in die Offensive um, wenn dieser seine Deckung entblößt. In seinem 19. Profikampf gegen Wladimir Klitschko hat er auch Nehmerqualitäten gezeigt, indem er sich nach einem Kinntreffer in der 5. Runde taumelnd im Ring erholen konnte, nachdem er Klitschko in derselben Runde auf die Bretter geschickt hatte. Zudem ging er in der 6. Runde durch einen Schlag von Klitschko selbst zu Boden. Auch hiervon erholte er sich und beendete den Kampf schließlich noch vorzeitig in der 11. Runde durch einen TKO.

## Liste der Profikämpfe
| 28 Siege (25 K.-o.-Siege), 4 Niederlagen, 0 Unentschieden |               |                                                        | |                                                     |
| Jahr                                                      | Tag           | Ort                                                    | Gegner | Ergebnis für Joshua                                 |
| 2013                                                      | 5. Oktober    | The O2 Arena, Greenwich, Großbritannien                | Emanuele Leo Profidebüt | Sieg / TKO 1. Runde                                 |
| 2013                                                      | 26. Oktober   | Sheffield Arena, Sheffield, Großbritannien             | Paul Butlin | Sieg / TKO 2. Runde                                 |
| 2013                                                      | 14. November  | York Hall, London, Großbritannien                      | Hrvoje Kišiček | Sieg / TKO 2. Runde                                 |
| 2014                                                      | 1. Februar    | Motorpoint Arena, Cardiff, Großbritannien              | Dorian Darch | Sieg / TKO 2. Runde                                 |
| 2014                                                      | 1. März       | SECC, Glasgow, Großbritannien                          | Héctor Ávila | Sieg / KO 1. Runde                                  |
| 2014                                                      | 31. Mai       | Wembley-Stadion, London, Großbritannien                | Matt Legg | Sieg / KO 1. Runde                                  |
| 2014                                                      | 12. Juli      | Echo Arena, Liverpool, Großbritannien                  | Matt Skelton | Sieg / TKO 2. Runde                                 |
| 2014                                                      | 13. September | Phones 4u Arena, Manchester, Großbritannien            | Konstantin Airich | Sieg / TKO 3. Runde                                 |
| 2014                                                      | 11. Oktober   | The O2 Arena, Greenwich, Großbritannien                | Denis Bachtow WBC-International Schwergewicht-Meisterschaft                                                                                               | Sieg / TKO 2. Runde                                 |
| 2014                                                      | 22. November  | Echo Arena, Liverpool, Großbritannien                  | Michael Sprott | Sieg / TKO 1. Runde                                 |
| 2015                                                      | 4. April      | Metro Radio Arena, Newcastle upon Tyne, Großbritannien | Jason Gavern | Sieg / KO 3. Runde                                  |
| 2015                                                      | 9. Mai        | Barclaycard Arena, Birmingham, Großbritannien          | Raphael Zumbano Love | Sieg / TKO 2. Runde                                 |
| 2015                                                      | 30. Mai       | The O2 Arena, Greenwich, Großbritannien                | Kevin Johnson WBC-International Schwergewicht-Titelverteidigung                                                                                           | Sieg / TKO 2. Runde                                 |
| 2015                                                      | 12. September | The O2 Arena, Greenwich, Großbritannien                | Gary Cornish WBC-International Schwergewicht-Titelverteidigung Commonwealth-Schwergewicht-Meisterschaft                                                   | Sieg / TKO 1. Runde                                 |
| 2015                                                      | 12. Dezember  | The O2 Arena, Greenwich, Großbritannien                | Dillian Whyte WBC-International Schwergewicht-Titelverteidigung Commonwealth-Schwergewicht-Titelverteidigung BBBofC-Britische Schwergewicht-Meisterschaft | Sieg / TKO 7. Runde                                 |
| 2016                                                      | 9. April      | The O2 Arena, Greenwich, Großbritannien                | Charles Martin IBF-Schwergewicht-Weltmeisterschaft | Sieg / KO 2. Runde                                  |
| 2016                                                      | 25. Juni      | The O2 Arena, Greenwich, Großbritannien                | Dominic Breazeale IBF-Schwergewicht-Titelverteidigung | Sieg / TKO 7. Runde                                 |
| 2016                                                      | 11. Dezember  | Manchester Arena, Manchester, Großbritannien           | Eric Molina IBF-Schwergewicht-Titelverteidigung | Sieg / TKO 3. Runde                                 |
| 2017                                                      | 29. April     | Wembley-Stadion, London, Großbritannien                | Wladimir Klitschko IBF-Schwergewicht-Titelverteidigung vakante IBO/WBA-Schwergewicht-Weltmeisterschaft                                                    | Sieg / TKO 11. Runde                                |
| 2017                                                      | 28. Oktober   | Principality Stadium, Cardiff, Großbritannien          | Carlos Takam IBF/IBO/WBA-Schwergewicht-Titelverteidigung                                                                                                  | Sieg / TKO 10. Runde                                |
| 2018                                                      | 31. März      | Principality Stadium, Cardiff, Großbritannien          | Joseph Parker IBF/IBO/WBA/WBO-Schwergewicht-Titelvereinigung                                                                                              | Punktsieg (einstimmig) / 12 Runden                  |
| 2018                                                      | 22. September | Wembley-Stadion, London, Großbritannien                | Alexander Powetkin IBF/IBO/WBA/WBO-Schwergewicht-Titelverteidigung                                                                                        | Sieg / TKO 7. Runde                                 |
| 2019                                                      | 1. Juni       | Madison Square Garden, New York, USA                   | Andy Ruiz IBF/IBO/WBA/WBO-Schwergewicht-Titelverteidigung                                                                                                 | Niederlage / TKO 7. Runde                           |
| 2019                                                      | 7. Dezember   | Diriyah Arena, Dirʿiyya, Saudi-Arabien                 | Andy Ruiz IBF/IBO/WBA/WBO-Schwergewicht-Weltmeisterschaft                                                                                                 | Punktsieg (einstimmig) / 12 Runden                  |
| 2020                                                      | 12. Dezember  | The SSE Arena Wembley, London, Großbritannien          | Kubrat Pulew IBF/IBO/WBA/WBO-Schwergewicht-Titelverteidigung                                                                                              | Sieg / KO 9. Runde                                  |
| 2021                                                      | 25. September | Tottenham Hotspur Stadium, London, Großbritannien      | Oleksandr Ussyk IBF/IBO/WBA/WBO-Schwergewicht-Titelverteidigung                                                                                           | Punktniederlage (einstimmig) / 12 Runden            |
| 2022                                                      | 20. August    | Dschidda Super Dome, Dschidda, Saudi-Arabien           | Oleksandr Ussyk IBF/IBO/WBA/WBO-Schwergewicht-Weltmeisterschaft                                                                                           | Punktniederlage (geteilte Entscheidung) / 12 Runden |
| 2023                                                      | 1. April      | The O2 Arena, Greenwich, Großbritannien                | Jermaine Franklin | Punktsieg (einstimmig) / 12 Runden                  |
| 2023                                                      | 12. August    | The O2 Arena, Greenwich, Großbritannien                | Robert Helenius | Sieg / KO 7. Runde                                  |
| 2023                                                      | 23. Dezember  | Kingdom Arena, Riad, Saudi-Arabien                     | Otto Wallin | Sieg / Aufgabe 5. Runde                             |
| 2024                                                      | 8. März       | Kingdom Arena, Riad, Saudi-Arabien                     | Francis Ngannou | Sieg / KO 2. Runde                                  |
| 2024                                                      | 21. September | Wembley-Stadion, London, Großbritannien                | Daniel Dubois IBF-Schwergewicht-Weltmeisterschaft | Niederlage / KO 5. Runde                            |
| Quelle: Anthony Joshua in der BoxRec-Datenbank            |               |                                                        | |                                                     |

## Erfolge als Profi
- IBF-Weltmeister im Schwergewicht (2): 2016–2019, 2019–2021 (sieben Titelverteidigungen)
- WBA-Weltmeister im Schwergewicht (2): Superchampion 2017–2019, 2019–2021 (vier Titelverteidigungen)
- WBO-Weltmeister im Schwergewicht (2): 2018–2019, 2019–2021 (zwei Titelverteidigungen)
- IBO-Weltmeister im Schwergewicht (2): 2017–2019, 2019–2021 (vier Titelverteidigungen)
- WBC-International-Champion im Schwergewicht (1): 2014–2015 (drei Titelverteidigungen)
- Commonwealth-Champion im Schwergewicht (1): 2015 (eine Titelverteidigung)
- Britischer Meister im Schwergewicht (1): 2015

Rekorde
- Joshua ist der erste und bisher einzige Boxer, der im Schwergewicht mit der höchsten K.-o.-Quote (100 %) bei einem der bedeutendsten Verbände (IBF) Weltmeister wurde.